# モン太君のいち・に・さんすう
『モン太君のいち・に・さんすう』(もんたくんの-)は、1984年にコナミが開発・販売したMSX版のコンピューターゲームであり、当時コナミが展開していた教育シリーズの第3弾「I Love 算数」として位置づけられている。
本作は"Monkey Academy"(モンキーアカデミー)という名称で日本国外向けにもMSXおよびコレコビジョン用ソフトとして輸出された。

## 内容
プレイヤーは各面スタート時にまずレベルを1から5までの中から選ぶ。レベル1は足し算、レベル2は引き算、レベル3は掛け算、レベル4は割り算、レベル5は括弧付き足し算となる。
ゲームがスタートするとMSX版ではまず風船が下から飛んできて割れ、問題が出題される。コレコビジョン版ではボールをメスの猿が落として出題される。出題後はカウントがされ、0になるまで答えを考えられる。カウントが0になるかボタンを押すと主人公のモン太を動かせるようになる。
画面上には0から9までの数字の隠されたブラインドがランダムに配置されていて、プレイヤーはモン太を動かして答えとなる数字のブラインドを開く必要がある。ブラインドは下でジャンプすることで開くことができ、答えのブラインドが出たらBボタン（SELECTキー）を押すと正しければブラインドが落ち、運べるようになる。この状態になったらそれを画面右上で待機している猿のところまで運ぶ。答えが間違いの場合は×が1つ表示され、×が3個になるとミスとなり、残機が1つ減る（その際MSX版では青いカニが現れ正答の風船を運んでくる）。3回正解を運ぶことに成功すると1面クリアとなり、その時点での残り時間がボーナス得点となる。
画面上には特定の位置からモンスター（赤いカニ）が出現し、モン太が触れるとミスとなる。モン太はモンスターに画面上に配置されたフルーツをぶつけることで倒すことができる。フルーツのぶつけ方には2種類あり、まず1つはフルーツの下でジャンプして取り、さらにもう1回ジャンプの動作をすることでモンスターに投げ付けることができる。ただし正解のブラインドを取った後はフルーツを取ることはできなくなる。もう1つはフルーツの上の地面で3回ジャンプして頭上に落とすことでも倒すことができる。モンスターは最初の数面は道なりに動くだけだが、後の面になるとジャンプもしてくる。

## 評価
『MSXマガジン』1984年4月号に掲載されたレビュー記事において、評者からは「面白いが教育性は今一つ」といった声が寄せられたほか、キャラクターのかわいらしさを評価する声もあった。童話『さるかに合戦』との類似性が指摘された一方、教育用ソフトではあるので、カニにフルーツをぶつけて排除するというシステムを問題視する声もあった。